# 里奇·金
理查德·托马斯·金（英語：Richard Thomas King，1969年4月4日—），美国NBA联盟前职业篮球运动员。他在1991年的NBA选秀中第1轮第14顺位被西雅图超音速选中。